# Peronella hinemoae
Peronella hinemoae är en sjöborreart som först beskrevs av Ole Theodor Jensen Mortensen 1921.  Peronella hinemoae ingår i släktet Peronella och familjen Laganidae. Inga underarter finns listade i Catalogue of Life.